# 聚磷酸雌二醇
聚磷酸雌二醇（Polyestradiol phosphate），簡稱PEP，藥品名稱Estradurin，是用來治療男性前列腺癌的雌激素藥品。也可以用來作為治療女性的乳癌、是治療低雌激素症及更年期症狀的激素替代療法藥物之一，也是給跨性別女性的女性化賀爾蒙治療，以每4個星期一次肌肉注射的方式給藥。